# Iouri Galtsev
Iouri Nikolaevitch Galtsev (en russe : Ю́рий Никола́евич Га́льцев), né le 12 avril 1961 à Kourgan, est un acteur soviétique puis russe de théâtre et de cinéma. Artiste émérite de la fédération de Russie (2003). Il est directeur artistique du théâtre Arkadi Raïkine de Saint-Pétersbourg depuis 2008.

## Biographie
Sorti diplômé de l'Institut d'État russe des arts de la scène en 1988, Iouri Galtsev devient acteur du Théâtre des Bouffes de Saint-Pétersbourg où il travaillera jusqu'en 1995. Ensuite, de 1995 au 1998, il se produit au Teatr Licedei. En 1999, il fonde sa propre troupe théâtrale. Il devient directeur artistique du théâtre Arkadi Raïkine de Saint-Pétersbourg en 2008.

## Récompenses
- Ostap d'or : 2001
- Artiste émérite de la fédération de Russie : 2003

## Filmographie partielle
- 1998 : Des monstres et des hommes (Про уродов и людей) de Alekseï Balabanov : impresario
- 2008 : Hitler est kaput ! (Гитлер капут!) de Marius Waisberg : Heinrich Muller
- 2012 : Rjevski contre Napoléon (Ржевский против Наполеона) de Marius Waisberg : le maire

## Doublage
- 2009 : La Véritable Histoire du chat botté de Jérôme Deschamps : le chambellan (voix originale : Jean-Claude Bolle-Reddat)
- 2016 : Gris, le (pas si) grand méchant loup de Andreï Galat et Maxime Volkov : Zico (voix originale : Ross Marquand)